# Gioia!
Gioia! – wydany w 2011 debiutancki album polskiej śpiewaczki Aleksandry Kurzak, pierwszy nagrany dla zagranicznej wytwórni Decca Classics, z wsparciem Narodowego Centrum Kultury. Zawiera interpretacje słynnych arii z oper kompozytorów takich jak Gioacchino Rossini, Wolfgang Amadeus Mozart, Gaetano Donizetti, Johann Strauss (syn), Giuseppe Verdi, Giacomo Puccini, Vincenzo Bellini i Stanisław Moniuszko. Numer katalogowy CD 0289 478 2730 6 DH. Płyta została wydana w dwóch edycjach: polskiej i międzynarodowej.

## Kontekst płyty
Album prowadzi przez losy kilku kobiet, ukazując, że nawet w trudnych i smutnych sytuacjach można odnaleźć radość. Do pogody ducha prowadzi muzyka, jej harmonia i wielobarwność. Ostatnim utworem na płycie jest polski akcent – aria Hanny ze „Strasznego dworu” Moniuszki.

## Twórcy
- Aleksandra Kurzak – sopran
- Francesco Demuro – tenor
- Orquestra de la Comunitat Valenciana – orkiestra towarzysząca
- Omer Meir Wellber – dyrygent

## Lista utworów[2]
| Nr  | Tytuł | Długość |
| --- | --- | ------- |
| 1.  | "Una voce poco fa" (Rossini / "Il barbiere di Siviglia")                                                                  | 5:50    |
| 2.  | "Giunse alfin il momento ... Deh vieni, non tardar" (Mozart / "Le nozze di Figaro")                                       | 4:27    |
| 3.  | "Regnava nel silenzio" (Donizetti /rm Lucia di Lammermoor")                                                               | 8:35    |
| 4.  | "Mein Herr Marquis" (Strauss / "Die Fledermaus")                                                                          | 3:24    |
| 5.  | "O mio babbino caro" (Puccini / "Gianni Schicchi")                                                                        | 2:22    |
| 6.  | "È strano ... Ah, fors'è lui ... Sempre libera" (razem z tenorem Francesco Demuro) (Verdi / "La Traviata")                | 8:27    |
| 7.  | "Gualtier Maldè ... Caro nome" (Verdi / "Rigoletto")                                                                      | 6:20    |
| 8.  | "Son vergin vezzosa" (Bellini / "I puritani")                                                                             | 3:35    |
| 9.  | "Una parola, o Adina ... Chiedi all'aura lusinghiera" (razem z tenorem Francesco Demuro) (Donizetti / "L'elisir d'amore") | 8:37    |
| 10. | "Quando me n'vò" (Puccini / "La Bohème")                                                                                  | 2:31    |
| 11. | "Do grobu trwać w bezżennym stanie!" (Moniuszko / "Straszny dwór")                                                        | 6:38    |

## Certyfikaty
| Wyróżnienie      | Data uzyskania certyfikatu |
| ---------------- | -------------------------- |
| Złota płyta      | 19 października 2011       |
| Platynowa płyta  | 20 czerwca 2012            |
| Diamentowa płyta | –                          |

## Nagrody
| Rok  | Nagroda                   | Kategoria                         | Status    |
| ---- | ------------------------- | --------------------------------- | --------- |
| 2011 | Koryfeusz Muzyki Polskiej | Wydarzenie Roku                   | Nominacja |
| 2012 | Fryderyki 2012            | Najlepszy Album Polski Za Granicą | Nominacja |

## Cytaty
- Aleksandra Kurzak: "Radość muzyki i radość, jaką czerpię ze śpiewu idą ze sobą w parze".